# Susanna Erlandsson
Susanna Erlandsson, född 25 oktober 1970, är en svensk historiker och chefredaktör för Historisk Tidskrift.
Erlandsson gick ut med en masterexamen i historia vid Universiteit van Amsterdam och har även läst amerikansk historia vid Smith College i USA. Hon disputerade år 2015 med avhandlingen Window of opportunity. Dutch and Swedish security ideas and strategies 1942–1948. Efter disputationen har hon varit verksam som universitetslektor vid Uppsala universitet, som postdoktor vid  Universiteit van Amsterdam, samt som gästforskare vid London School of Economics and Political Science.
Under våren 2022 har Erlandsson varit inbjuden expert i Sveriges Radio angående den pågående diskussionen om svenskt NATO-medlemskap.